# Колония Белене

Карта острова Белене

Колония Белене (болг. ТВО „Белене“) — исправительно-трудовой лагерь, существовавший в Болгарской Народной Республике. Он располагался на острове Белене, между двумя рукавами реки Дунай. В разгар репрессий Вылко Червенкова в 1952 году в лагере было 2323 заключенных — 2248 мужчин и 75 женщин.
Тюрьма Белене по-прежнему действует как пенитенциарное учреждение в западной части острова, а восточная часть представляет собой управляемый природный заповедник.
Этот лагерь официально действовал с 1949 по 1959 год, хотя перерыв в депортации в Белене произошел с 1954 по 1956 год. Между 1985 и 1989 годами турки в Болгарии, которые сопротивлялись политике смены турецких имен и фамилий на болгарские (см. Болгаризация) были заключены в тюрьму на Белене. В те годы Турецкая телевизионная и радиовещательная компания TRT транслировала сериал под названием «Belene Adası» («Остров Белене») о политике болгарского правительства в отношении болгарских турок.
Начиная с 1949 года пасторы-евангельские христиане, в частности, подвергались преследованиям как «враги государства» и отправлялись в Белене. В 1949 году был проведен печально известный «суд над пасторами», на котором 13 протестантских пасторов судили как «шпионов». Мужчины получили приговоры разной продолжительности. Харалан Попов, который выжил и позже основал миссию «Международная дверь надежды» по доставке Библии за железный занавес, опубликовал свою автобиографию под болгарским названием «Болгарская Голгофа». Позже он был выпущен на английском языке как «Истязаемый за веру».
Лагерь и некоторые его выжившие стали героями документального фильма немецкой телепрограммы ZDF «Vorwärts aber nie vergessen — Ballade über bulgarische Helden» («Движение вперед, но никогда не забывая — Баллада о болгарских героях»), режиссером и автором которого является Илия Троянов.

## Известные узники
- Константин Муравиев (1956-1961)

## В популярной культуре
Главный герой фильма «Я — Давид» сбегает из Белене в 1952 году. Однако лагерь, показанный в фильме, не похож на настоящий лагерь Белене, поскольку он расположен внутри страны, в гористой местности, а не на речном острове.